# Port lotniczy Moengo
Port lotniczy Moengo (IATA: MOJ, ICAO: SMMO) – port lotniczy zlokalizowany w miejscowości Moengo, w Surinamie.